# Нападение на школу № 127 в Перми
Нападение на школу № 127 в Перми произошло утром 15 января 2018 года. 16-летние бывший ученик школы Лев Биджаков и десятиклассник Александр Буслидзе напали с ножами на учеников и учительницу, после чего предприняли попытку самоубийства. В результате нападения пострадали 15 человек, включая преступников.
18 декабря 2018 года один из нападавших, Лев Биджаков, был приговорëн Мотовилихинским районным судом Перми к 9 годам и 8 месяцам лишения свободы. Его сообщника Александра Буслидзе в сентябре 2018 года признали невменяемым и отправили на принудительное лечение, но впоследствии всё же признали вменяемым, и 29 апреля 2019 года Мотовилихинский районный суд приговорил его к 7 годам лишения свободы. Нападение на школу в Перми стало одним из инцидентов нападений на школы в России, совершаемых подражателями Эрика Харриса и Дилана Клиболда, совершивших массовое убийство в школе «Колумбайн» 20 апреля 1999 года.

## Личности и мотивы преступников
Обоим нападавшим на момент совершения преступления было по 16 лет.
Александр Сергеевич Буслизде родился 15 мая 2001 года. На момент инцидента он являлся учеником 10 «А» класса. Он состоял на учёте в психоневрологическом диспансере в связи со склонностью к суициду, т. к. несколько раз за год пытался покончить с собой. Отец Сергей Буслидзе – дизайнер. Он развёлся с матерью Александра и в последний раз видел сына, когда тот учился в 6 классе. После произошедшего нападения на школу он отказался ему помогать.
Лев Романович Биджаков родился 2 августа 2001 года. На момент инцидента он учился в лицее по соседству со школой №127. По словам приятелей, он был круглым отличником и победителем олимпиад.
Ещё в 2012 году, в возрасте 11 лет, Лев избивал других учеников. После того, как родители пострадавших обратились в полицию, его поставили на внутришкольный учёт. Лев с отцом отправились к психиатрам, где подростку провели обследование и выдали справку, согласно которой ему было необходимо отдельное домашнее образование. В ГУ МВД по региону сообщили, что один из нападавших (Биджаков) состоял на учёте в психоневрологическом диспансере. Также Лев употреблял наркотические вещества.
В 2017 году Биджаков окончил 9 класс. Возникла ещё одна версия произошедшего: показательная месть педагогам за отчисление из школы. Биджаков также был подписан на сообщества в интернете, посвящённые массовому убийству в школе Колумбайн. Это стало поводом считать, что подростки действовали вместе и совершили нападение, желая подражать напавшим на школу Колумбайн.
В ходе судебного слушания стало известно, что за полторы недели до преступления Биджаков находился в психиатрическом учреждении. По словам родителей одного из пострадавших, в декабре 2017 года Лев перемешал алкоголь с энергетиками, выпил и в таком виде пришёл на учёбу. Поведение было неадекватным, из-за чего вызвали врачей. Подросток находился в психиатрическом учреждении. После новогодних праздников его оттуда забрал дедушка (родители в это время находились на отдыхе).
Глава Следственного комитета России Александр Бастрыкин заявил, что администрация, некоторые педагоги и учащиеся знали о готовящейся атаке.

## Ход событий
15 января 2018 года примерно в 10:20 по местному времени Лев Биджаков и Александр Буслидзе прошли в школу через турникет. Один воспользовался пропуском, данные другого были в журнале, который в таких случаях передаëтся учителю. Подростки, вооружëнные ножами, пришли в кабинет №308 на урок труда, где находились ученики 4 «Б» класса 10-12 лет и учительница Наталья Шагулина. Преступники стали наносить ножевые ранения учительнице и детям. Шагулина защищала детей, даже смогла оттолкнуть одного из нападавших, но получила 17 ножевых ранений, в том числе в шею.
Один из нападавших закрыл дверь и не давал ученикам выбежать из класса. После атаки преступники предприняли попытку самоубийства, ударив друг друга ножами. В результате нападения пострадали 12 учеников, учительница и оба нападавших. Все пострадавшие были доставлены в больницу. Сотрудники ЧОП прибыли на место через 5 минут после того, как охранник нажала на тревожную кнопку.
Изначально поступала информация, что между старшеклассниками произошла драка с применением холодного оружия. Учительница и ученики пытались их разнять, из-за чего они пострадали. Сообщается, что один из сотрудников ЧОП разнял конфликтующих и обезоружил одного из них.
В марте 2019 года, на судебном процессе над Буслидзе, выяснилось, что в ходе нападения подростки ударили друг друга ножами не потому что собирались покончить с собой. Один из них стал добивать раненых, второй решил пресечь это, в итоге у них возникли разногласия, из-за чего нападавшие порезали друг друга.
Занятия в школе №127 возобновились уже 17 января 2018 года.
Пострадавшая Наталья Шагулина была в тяжëлом состоянии, но вскоре пришла в сознание. Было предложено наградить её. 12 февраля её выписали из городской клинической больницы №4. В апреле Шагулина вышла на работу и была награждена президентом Владимиром Путиным медалью «за отвагу». В октябре 2019 года Следственный комитет Российской Федерации вручил ей медаль «Доблесть и отвага».

## Расследование и суд
Было возбуждено уголовное дело по факту покушения на убийство двух и более лиц.
Нападавшие были доставлены под конвоем в городскую больницу №4, где 17 января Мотовилихинский суд Перми заключил их под стражу до 15 марта. Через несколько дней преступники были выписаны из больницы и отправлены в СИЗО. 13 марта арест продлили ещё на 2 месяца. 5 июля стало известно, что нападавших отправили в Бутырский следственный изолятор (СИЗО №2).
12 июля 2018 года Мотовилихинский суд Перми принял решение направить Александра Буслидзе в психиатрическую больницу не менее, чем на 2 месяца. 11 сентября стало известно, что он был признан невменяемым.
2 октября 2018 стало известно о завершении расследования уголовного дела.
Судебный процесс в отношении Льва Биджакова начался 12 октября и проходил в Мотовилихинском суде. Подсудимый просил изменить ему меру пресечения с заключения под стражу на домашний арест. Отец преступника напротив просил ничего не менять. Потерпевшими по делу были признаны 30 человек. Подсудимый признавал вину частично и просил прощения у потерпевших. 13 декабря государственное обвинение попросило для него 10 лет лишения свободы.
18 декабря 2018 года Биджаков был приговорён к 9 годам и 8 месяцам лишения свободы. 6 февраля 2019 года Пермский краевой суд оставил приговор без изменений, а апелляционную жалобу – без удовлетворения.
Второй нападавший Буслидзе был отправлен на повторную психиатрическую экспертизу, которая признала его вменяемым. В феврале 2019 года стало известно, что дело в отношении Буслидзе передано в суд. 28 февраля начался судебный процесс. 29 апреля 2019 года Александр Буслидзе был приговорён к 7 годам лишения свободы. 26 июня 2019 года Пермский краевой суд оставил апелляцию без удовлетворения. Заседание прошло по видеосвязи с СИЗО, где находился Александр.
В 2019 году Льву Биджакову и Александру Буслидзе исполнилось по 18 лет, в связи с чем они были переведены во взрослые колонии. Биджаков был отправлен в ИК №29 в Перми, а Буслидзе – в ИК №38 в городе Березники.
В феврале 2020 года потерпевшие получили шанс на компенсацию от родителей нападавших: со стороны Буслидзе числится задолженность перед потерпевшими в 3,6 миллиона рублей, за Биджаковым-старшим — 4,83 миллиона. Также у Романа Биджакова (отца Льва) конфисковали автомобиль. В октябре стало известно, что через судебных приставов с родителей одного из преступников взыскают 5 609 000 рублей.
Летом 2020 года долг Льва Биджакова перед потерпевшими был определён в 6,5 миллионов рублей, долг Александра Буслидзе – 3,6 миллионов рублей.
Охранницу школы №127 Яну Галкину привлекли к ответственности за служебную халатность. Судебный процесс начался 6 августа 2019 года. 1 октября 2019 года Мотовилихинский районный суд приговорил её к 2 годам ограничения свободы. Пермский краевой суд не согласился с этим решением и 28 ноября 2019 года оправдал её.
Однако и это решение прокуратура обжаловала. 31 июля 2020 года Мотовилихинский районный суд признал Галкину виновной в оказании услуг, не отвечающих требованиям безопасности, повлекших по неосторожности причинение тяжкого вреда здоровью и приговорил её к 3 годам условно. 6 октября 2020 года Пермский краевой суд подтвердил приговор.
24 сентября 2024 года в Мотовилихинский районный суд поступило заявление от отца Льва Биджакова Романа. Тот попросил признать сына утратившим право на пользование квартирой в микрорайоне Садовый, где Лев проживал до ареста. Заседание прошло 19 ноября. Лев Биджаков заявил, что согласен с требованием и собирается жить с дедушкой после освобождения. Суд удовлетворил иск. По состоянию на 2024 год, осуждённые Биджаков и Буслидзе не до конца оплатили иски потерпевшим (Биджаков – 2,6 миллионов рублей, Буслидзе – 3,06 миллионов рублей).

## Реакция
После инцидента в Перми уполномоченный при президенте РФ по правам ребенка Анна Кузнецова высказалась:
Этой трагедии могло и не случиться, если бы вовремя поступил сигнал, вовремя отреагировали специалисты. Ещё в 2012 году ситуация с одним из молодых людей была критической настолько, что была изменена форма его обучения. Потом были и другие настораживающие сигналы, но школа на какое-то время просто изолировала ребенка. Когда отец перестал справляться с сыном самостоятельно и обратился в полицию, представители КДН и ЗП просто решили отца же и призвать к ответу, наложив штраф. Налицо и непрофессионализм специалистов, и отсутствие коммуникации, и преемственности в работе ведомств.
Также Кузнецова обратила и на вопросы безопасности и охраны школы.